# Chris Rörland
Christoffer Rörland (27. prosince 1986, Falun, Švédsko) je švédský kytarista, který od roku 2012 působí v heavy metalové skupině Sabaton.

## Životopis

### Sabaton
Ke švédské heavy metalové kapele Sabaton se připojil spolu s Thobbe Englundem v dubnu 2012, pouhých pár dní po rozpadu kapely a odchodu většiny bývalých členů. V kapele zastává roli kytaristy. Zároveň i v písni Gott Mit Uns při živém vystoupení zpívá první sloku. V roce 2016, během jarního turné, tuto píseň společně s Thobbe Englundem odzpíval celou.

### Ostatní
Chris byl také členem švédské kapely Nocturnal Rites, ke které se připojil v roce 2008.
Tuto kapelu opustil v roce 2012. Tato skupina ovšem od roku 2007 nevydala žádná album. Chris byl také členem skupiny TME, ani zde se ovšem nepodílel na žádném albu.
Jako host se podílel na třech písničkách alba Enterprise od norské skupiny Cronian.